# Traverhyphes
Traverhyphes je rod hmyzu z čeledi Leptohyphidae. Do tohoto rodu se řadí sedm druhů jepic. Jako první tento druh popsal Molineri v roce 2001.

## Seznam druhů
Do tohoto rodu se řadí sedm druhů:
- Traverhyphes frevo (Lima, Salles a Pinheiro, 2011)
- Traverhyphes chiquitano (Molineri, 2004)
- Traverhyphes indicator (Needham a Murphy, 1924)
- Traverhyphes nanus (Allen, 1967)
- Traverhyphes pirai (Molineri, 2001)
- Traverhyphes yuati (Molineri, 2004)
- Traverhyphes yuqui (Molineri, 2004)